# Courson-Monteloup
Courson-Monteloup  [kuʁsɔ̃ mɔ̃t̪ǝlu] je francouzská obec v departementu Essonne v regionu Île-de-France.

## Poloha
Obec Courson-Monteloup se nachází asi 33 km jihozápadně od Paříže. Obklopují ji obce Fontenay-lès-Briis od severu na jihovýchod, Saint-Maurice-Montcouronne na jihu a jihozápadě, Vaugrigneuse na západě a Briis-sous-Forges na severozápadě.

## Pamětihodnosti
- kostel svatého Klaudia
- zámek Courson ze 17. a 19. století chráněný jako historická památka

## Vývoj počtu obyvatel
Počet obyvatel